# انتخابات ریاست‌جمهوری روسیه (۲۰۱۲)
انتخابات ریاست‌جمهوری روسیه در تاریخ ۴ مارس ۲۰۱۲ برگزار شد. در این انتخابات، پنج نامزد شامل ۴ نامزد احزاب سیاسی و ۱ نامزد مستقل حاضر بودند. این انتخابات اولین انتخابات پس از اصلاحات قانون اساسی در سال ۲۰۰۸ بود و رئیس‌جمهور برای اولین بار برای شش سال انتخاب شد، نه برای چهار سال. در کنگره حزب روسیه متحد در مسکو در ۲۴ سپتامبر ۲۰۱۱، رئیس‌جمهور دیمیتری مدودف پیشنهاد کرد که نخست‌وزیر خود، ولادیمیر پوتین برای ریاست‌جمهوری در سال ۲۰۱۱ نامزد شود، پیشنهادی که پوتین پذیرفت. در این انتخابات، نامزدهای مستقل باید تا ۱۵ دسامبر ۲۰۱۱ ثبت نام می‌کردند و نامزدهای معرفی شده توسط احزاب باید تا ۱۸ ژانویه ۲۰۱۲ ثبت نام می‌کردند. لیست نهایی در ۲۹ ژانویه اعلام شد. در ۲ مارس، مدودف رئیس‌جمهور در حال خروج در کانال‌های تلویزیونی، مردم را دعوت به شرکت در انتخابات کرد.
پوتین ۶۳٫۶٪ آرا را به دست آورد و برای سومین بار به کرملین راه یافت